# Werewere-Liking Gnepo
Werewere-Liking Gnepo (Bonde, 1 de mayo de 1950) es una escritora camerunesa instalada en Costa de Marfil desde 1975. 
Sus familiares se relacionan con la nación bassa y es la fundadora del grupo teatral de Abiyán Ki Yi M'Bock. 

## Novelas testimoniales
- À la rencontre de…
- Elle sera de jaspe et de corail ; Journal d'une Misovire, 1983 ISBN 2-85802-329-8
- L'Amour-cent-vies
- La mémoire amputée, Nouvelles Editions Ivoiriennes 2004, ISBN 2-84487-236-0

## Poemarios
- On ne raisonne pas avec le venin

## Teatro
- La Puissance de Um, 1979 ISBN 1-57309-066-2
- La Queue du diable
- Une nouvelle terre
- Les mains veulent dire
- Un Touareg s'est marié à une Pygmée
- La veuve dilemme
- L'Enfant Mbéné
- Le Parler-Chanter - Parlare Cantando

## Cuentos
- Liboy Li Nkundung
- Contes d'initiations féminines

## Premios
- Premio Príncipe Claus, 2000
- Premio Noma de literatura africana, 2005